# Baraha (Udayapur)
Pour les articles homonymes, voir Baraha.
Baraha (en népalais : बाराहा) est un comité de développement villageois du Népal situé dans le district d'Udayapur, dans la localité de Sunkoschi, à 1528 mètres d'altitude. Au recensement de 2011, il comptait 2 904 habitants.